# 奥村源六
奥村 源六（おくむら げんろく、生没年不詳）とは、江戸時代の浮世絵師、版元。

## 来歴
その素性については奥村政信の子、あるいは養子、兄弟など諸説あるが定かではない。落款に「大和絵師」と冠することが多く作画期は享保の前中期で、横判や細判の墨摺筆彩色の絵が10点ほどと紅絵の作が確認されており、その殆どが和泉屋権四郎版である。画風は政信に似るとされる。また享保期に政信こと源八は通塩町に地本問屋の奥村屋(鶴寿堂)を開いたが、源六は政信から奥村屋を受け継ぎ奥村屋二代目となり天明頃まで営業し、政信の紅絵、漆絵、奥村利信の漆絵、鳥居清満、北尾政演の錦絵を版行している。

## 作品
- 「うき世きぬたうち」　横中判墨摺筆彩　※題名のない異版あり
- 「見立芥川」　横中判墨摺筆彩
- 「市川門之助」　細判漆絵　※江見屋版、異版に「萩野伊三郎」とある
- 「市村玉柏の長刀を持つ女武道」　細判紅絵　※享保初期